# Assistant Secretary of State for European and Eurasian Affairs
Der Assistant Secretary for European and Eurasian Affairs ist ein Amt im Außenministerium der Vereinigten Staaten.

## Geschichte des Amtes

Organigramm: Die administrative Gliederung des Außenministeriums (englisch)

Das US-Außenministerium schuf erstmals 1909 eine Abteilung für westeuropäische Angelegenheiten (Division of Western European Affairs), die sich mit den an den Atlantik grenzenden Nationen Europas und deren Kolonien befasste. Die Abteilung für Nahostangelegenheiten (Division of Near Eastern Affairs) befasste sich bis nach dem Ersten Weltkrieg mit den Beziehungen zu den meisten Ländern in Mittel-, Ost- und Südosteuropa. In der Zwischenkriegszeit wechselte die Zuständigkeit für die meisten der mittel- und osteuropäischen Länder zur Abteilung für europäische Angelegenheiten (Division of European Affairs), wohingegen Griechenland, die Türkei und Zypern bis zum 18. April 1974 als Teil des Nahen Ostens behandelt wurden. Nach dem Zweiten Weltkrieg vollendete das Außenministerium den Wechsel der Zuständigkeit der früheren Kolonien der europäischen Nationen, mit Ausnahme Kanadas, in die Unterabteilung für den Nahen Osten, Südasien und Afrika (Bureau of Near Eastern, South Asian, and African Affairs) sowie die Unterabteilung für den Fernen Osten (Bureau of Far Eastern Affairs).
Das Außenministerium schuf die Position des Assistant Secretary for European Affairs und damit als Leiter der Unterabteilung für Europa-Angelegenheiten 1949, nachdem die Kommission für Organisation der Verwaltung der Regierung, die sogenannte Hoover-Kommission, gefordert hatte, dass verschiedene Referaten auf das Niveau von Unterabteilungen angehoben werden sollte und nachdem der US-Kongress am 26. Mai 1949 die Anzahl von Assistant Secretaries of State von sechs auf zehn angehoben hatte.
Die Verwaltungsverfügung vom 15. September 1983 wurde die Bezeichnung des Amtsinhabers in Assistant Secretary for European and Canadian Affairs geändert, wodurch dieser Leiter der Unterabteilung für europäische und kanadische Angelegenheiten (Bureau of European and Canadian Affairs) wurde. Am 12. Januar 1999 wurde die Zuständigkeit für Kanada der Unterabteilung für Angelegenheiten der westlichen Hemisphäre (Bureau of Western Hemisphere Affairs) übertragen, woraufhin die Unterabteilung für europäische und kanadische Angelegenheiten in Unterabteilung für Europa-Angelegenheiten (Bureau of European Affairs) umbenannt wurde. Zwei Jahre später erfolgte am 8. August 2001 die Umbenennung der Unterabteilung in Unterabteilung für Angelegenheiten von Europa und Eurasien (Bureau of European and Eurasian Affairs), so dass der jeweilige Unterabteilungsleiter seine heutige Bezeichnung als Assistant Secretary for European and Eurasian Affairs erhielt. 
Innerhalb der Organisation des Außenministeriums untersteht der Assistant Secretary for European and Eurasian Affairs dem Unterstaatssekretär des Außenministeriums für politische Angelegenheiten (Under Secretary of State for Political Affairs).
Die heutige Unterabteilung für Angelegenheiten von Europa und Eurasien (Bureau of European and Eurasian Affairs) entwickelt und stärkt die US-Außenpolitik in Europa und Eurasien. Das Referat fördert die US-Interessen in dieser Regionen auf Gebieten wie internationale Sicherheit, NATO, Koordinierung der Europäischen Union und anderen regionalen Organisation, Unterstützung der Demokratie, Menschenrechten, Zivilgesellschaft, wirtschaftlicher Fortschritt, Terrorismusbekämpfung und Nichtverbreitung von Kernwaffen.
Der Unterabteilungsleiter wird bei seiner Arbeit durch einen Principal Deputy Assistant Secretary for European and Eurasian Affairs als ersten stellvertretenden Unterabteilungsleiter sowie weiteren Deputy Assistant Secretaries unterstützt, die als Referatsleiter zuständig sind für die Referate Osteuropa, Kaukasus und regionale Konflikte in Europa (Deputy Assistant Secretary, Eastern Europe, the Caucasus, and regional conflicts in Europe), Russland, politische und regionale Angelegenheiten (Deputy Assistant Secretary, Russia and for Policy and Regional Affairs), Zypern, Griechenland und Türkei (Deputy Assistant Secretary, Cyprus, Greece and Turkey), Westeuropa und Europäische Union (Deputy Assistant Secretary, Western Europe and the European Union), Mittel- und Südmitteleuropa (Deputy Assistant Secretary, Central Europe and South Central Europe) sowie Nordische und Baltische Staaten und europäische öffentliche Diplomatie (Deputy Assistant Secretary, Nordic and Baltic Countries, European Public Diplomacy).

## Amtsinhaber

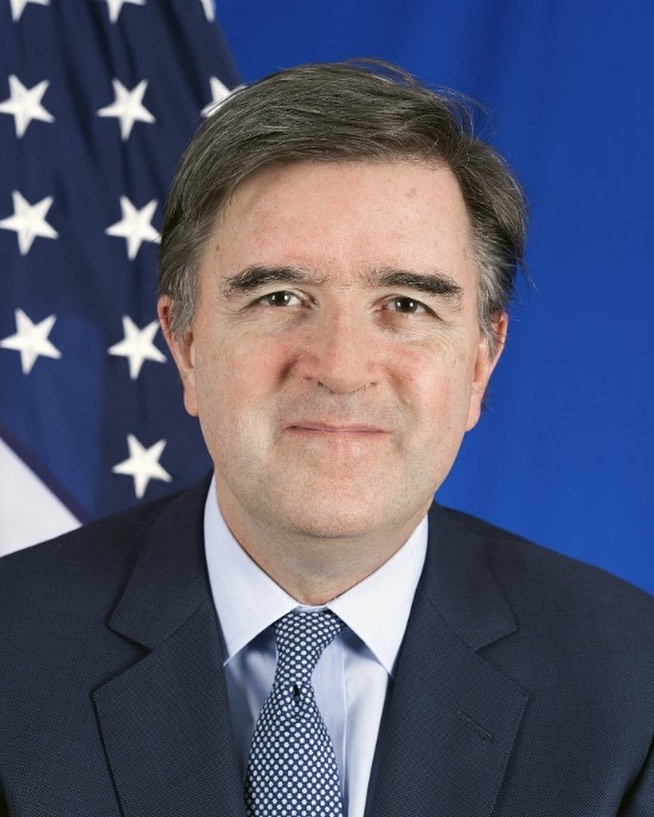
James C. O’Brien, derzeitiger Assistant Secretary of State for European and Eurasian Affairs

### Liste derAssistant Secretaries of State for European Affairs, 1949–1983
| Name                         | Beginn der Amtszeit | Ende der Amtszeit | Zuständiger Präsident der Vereinigten Staaten |
| ---------------------------- | ------------------- | ----------------- | --------------------------------------------- |
| George Walbridge Perkins Jr. | 1. August 1949      | 31. Januar 1953   | Harry S. Truman                               |
| Livingston T. Merchant       | 16. März 1953       | 6. Mai 1956       | Dwight D. Eisenhower                          |
| James W. Riddleberger        | [ 1 ]               |                   | Dwight D. Eisenhower                          |
| Charles Burke Elbrick        | 14. Februar 1957    | 16. November 1958 | Dwight D. Eisenhower                          |
| Livingston T. Merchant       | 18. November 1958   | 20. August 1959   | Dwight D. Eisenhower                          |
| Walter C. Dowling            | [ 3 ]               |                   | Dwight D. Eisenhower                          |
| Foy D. Kohler                | 11. Dezember 1959   | August 19, 1962   | Dwight D. Eisenhower und John F. Kennedy      |
| William R. Tyler             | 2. September 1962   | 18. Mai 1965      | John F. Kennedy und Lyndon B. Johnson         |
| John M. Leddy                | 16. Juni 1965       | 19. Februar 1969  | Lyndon B. Johnson                             |
| Martin J. Hillenbrand        | 20. Februar 1969    | 30. April 1972    | Richard Nixon                                 |
| Walter John Stoessel         | 9. August 1972      | 7. Januar 1974    | Richard Nixon                                 |
| Arthur A. Hartman            | 8. Januar 1974      | 8. Juni 1977      | Richard Nixon und Gerald Ford                 |
| George S. Vest               | 16. Juni 1977       | 14. April 1981    | Jimmy Carter                                  |
| Lawrence Eagleburger         | 14. Mai 1981        | 26. Januar 1982   | Ronald Reagan                                 |

### Liste derAssistant Secretaries of State for European and Canadian Affairs, 1983–1999
| Name                | Beginn der Amtszeit | Ende der Amtszeit | Zuständiger Präsident der Vereinigten Staaten |
| ------------------- | ------------------- | ----------------- | --------------------------------------------- |
| Richard Burt        | 18. Februar 1983    | 18. Juli 1985     | Ronald Reagan                                 |
| Rozanne L. Ridgway  | 19. Juli 1985       | 30. Juni 1989     | Ronald Reagan                                 |
| Raymond G. H. Seitz | 8. August 1989      | 30. April 1991    | George Bush                                   |
| Thomas M. T. Niles  | 3. Oktober 1991     | 1. April 1993     | George Bush                                   |
| Stephen A. Oxman    | 2. April 1993       | 15. August 1994   | Bill Clinton                                  |
| Richard Holbrooke   | 13. September 1994  | 21. Februar 1996  | Bill Clinton                                  |
| John Kornblum       | 3. Juli 1996        | 1. August 1997    | Bill Clinton                                  |
| Marc Grossman       | 5. August 1997      | 31. Mai 2000      | Bill Clinton                                  |

### Liste derAssistant Secretaries of State for European Affairs, 1999–2001
| Name               | Beginn der Amtszeit | Ende der Amtszeit | Zuständiger Präsident der Vereinigten Staaten |
| ------------------ | ------------------- | ----------------- | --------------------------------------------- |
| Marc Grossman      | 5. August 1997      | 31. Mai 2000      | Bill Clinton                                  |
| James Dobbins      | 4. Januar 2001      |                   | Bill Clinton und George W. Bush               |
| A. Elizabeth Jones | 1. Juni 2001        | 28. Februar 2005  | George W. Bush                                |

### Liste derAssistant Secretaries of State for European and Eurasian Affairs, seit 2001
| Name               | Beginn der Amtszeit | Ende der Amtszeit | Zuständiger Präsident der Vereinigten Staaten |
| ------------------ | ------------------- | ----------------- | --------------------------------------------- |
| A. Elizabeth Jones | 1. Juni 2001        | 28. Februar 2005  | George W. Bush                                |
| Daniel Fried       | 5. Mai 2005         | 14. Mai 2009      | George W. Bush                                |
| Philip H. Gordon   | 15. Mai 2009        | 11. März 2013     | Barack Obama                                  |
| Victoria Nuland    | 18. September 2013  | 20. Januar 2017   | Barack Obama                                  |
| A. Wess Mitchell   | 28. September 2017  | 15. Februar 2019  | Donald Trump                                  |
| Karen Donfried     | 1. Oktober 2021     | 31. März 2023     | Joe Biden                                     |
| James C. O’Brien   | 5. Oktober 2023     |                   | Joe Biden                                     |